# Estadio de los Mártires de Febrero
El Estadio de los Mártires de Febrero también llamado Estadio de los Mártires de Benina, hasta 2011 llamado oficialmente Estadio de Fútbol Hugo Chávez, es un estadio de fútbol ubicado en la localidad de Benina, 19 km al este de la ciudad de Bengasi, en Libia. El estadio fue inaugurado en 2009 y posee una capacidad para capacidad para 10.550 personas. Es utilizado por los clubes Al-Ahly Benghazi y Al-Hilal Benghazi de la Liga Premier de Libia.

## Historia
El estadio fue inaugurado el 5 de marzo de 2009, con la participación de Muhammad el Gadafi y los embajadores de Venezuela, Egipto y Siria entre otros. El estadio recibió originalmente el nombre del presidente venezolano Hugo Chávez, debido a la estrecha amistad que tenía con el líder libio Muammar Gaddafi. Sin embargo, después de la guerra civil libia de 2011, el estadio fue rebautizado en honor a los llamados Mártires de Febrero, las personas que murieron en la lucha para obtener el control del este de Libia.
En la inauguración se disputó un partido amistoso entre las selecciones olímpicas-sub-23 de Libia y Siria, el partido terminó 2-1 a favor de los sirios. Ihab Ghafir, jugador de Libia y del Al Ahly Benghazi, fue el primer jugador en marcar en el estadio, en el minuto 28.
El estadio era sede confirmada para la Copa Africana de Naciones 2017 antes de que el papel de Libia como anfitrión del torneo se cancelara en agosto de 2014.
El 25 de marzo de 2021, la selección de fútbol de Libia jugó su primer partido en este estadio, perdiendo 2:5 ante Túnez en partido de Clasificación para la Copa Africana de Naciones de 2021. También fue el primer partido de la selección libia disputado en casa en más de siete años (en aquel momento, debido al conflicto en curso en el país, los libios tenían que jugar sus partidos en casa en territorio neutral). La derrota contra Túnez en este partido significó también la pérdida de las posibilidades de Libia de avanzar a la fase final.